# Guvernér Svaté Heleny
Guvernér Svaté Heleny je zástupcem britského panovníka ve Svaté Heleně, která je součástí Britského zámořského území Svatá Helena, Ascension a Tristan da Cunha. Jmenování guvernéra provádí panovník na radu britské vlády. Současným guvernérem Svaté Heleny je od 13. srpna 2022 Nigel Phillips.
Guvernér Svaté Heleny plní roli faktické hlavy státu a vrchního velitele. Jeho povinnosti zahrnují vnitřní bezpečnost, vnější záležitosti, správu spravedlnosti, finance, lodní dopravu a zaměstnanost. Guvernér také jmenuje hlavního ministra Svaté Heleny a čtyři další členy výkonné rady, která mu poskytuje rady, které jsou obvykle dodržovány, kromě výjimek. Guvernér má pravomoc podniknout disciplinární opatření vůči veřejným činitelům.
Guvernér, jmenovaný britskou vládou, má své sídlo na Svaté Heleně a vykonává svou roli i na ostrovech Ascension a Tristan da Cunha. Kromě toho guvernér jmenuje tři členy do výkonné rady Svaté Heleny, zatímco zbývající členové této rady jsou voleni veřejností.
Guvernérská vlajka v Svaté Heleně je odvozena od vlajky Unie, avšak obsahuje státní znak území. Oficiální sídlo guvernéra, Plantation House, se nachází nedaleko hlavního města Jamestown. Kancelář guvernéra spolu s kanceláří hlavního tajemníka Svaté Heleny, který řídí každodenní administrativní část vlády, se nachází na Hradě (anglicky The Castle).
Před rokem 2009 byly Ascension a Tristan da Cunha závislými jednotkami Svaté Heleny, což znamenalo, že byly přímo zastupovány guvernérem Svaté Heleny. Ústavní řád Svaté Heleny, Ascension a Tristan da Cunha z roku 2009 změnil status těchto oblastí a učinil je rovnocennými součástmi území. I přes existenci vlastních vlád pro každou součást stanoví ústavní řád, že guvernér Svaté Heleny má pravomoc vykonávat úřad guvernéra také pro Ascension a Tristan da Cunha.

## Plantation House

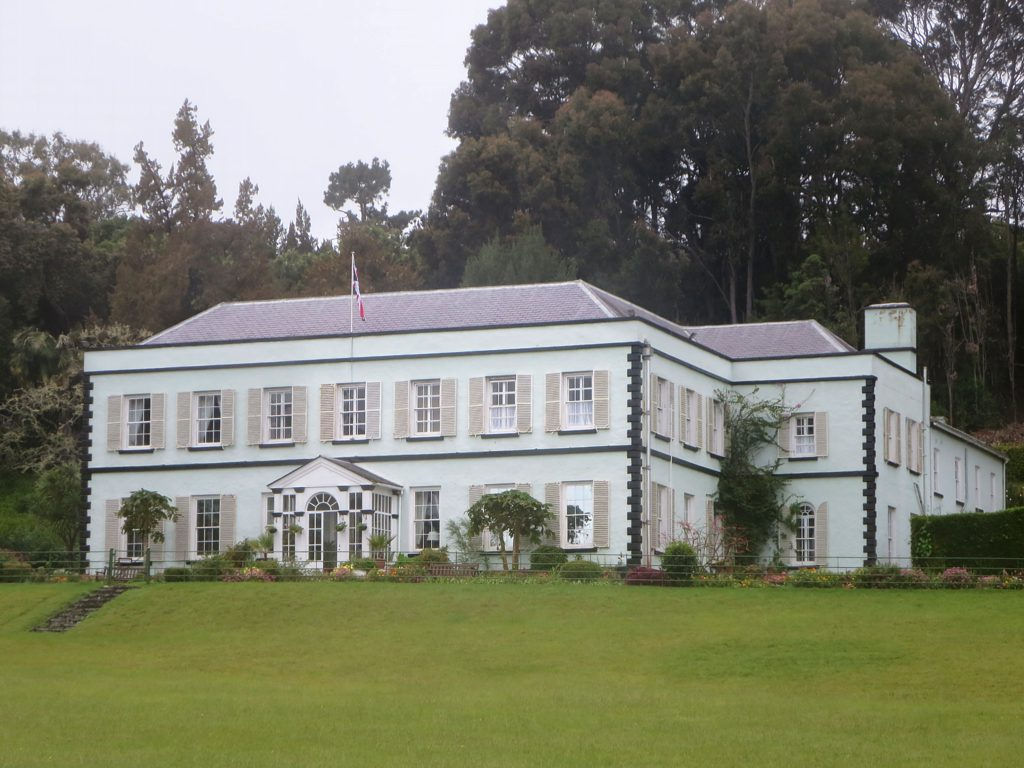
Plantation House

Plantation House (česky Plantážní dům) je oficiální rezidencí guvernéra Svaté Heleny, nacházející se 3,6 km jižně od hlavního města Jamestown na ostrově Svatá Helena. Tento dům, postavený v letech 1791–1792 Východoindickou společností, sloužil původně jako venkovské nebo letní sídlo guvernéra.

## Seznam guvernérů Svaté Heleny

### Guvernéři Východoindické společnosti
Území bylo spravováno Východoindickou společností od počátku kolonizace v roce 1659 až do ukončení vlády společnosti v roce 1834.
- Kapitán John Dutton 1659–1660
- Kapitán Robert Stringer 1660–1669
- Kapitán Richard Coney 1669–1672
- Kapitán Anthony Beal 1672–73
- Mezivládí holandské Východoindické společnosti – leden až květen 1673
- Kapitán Richard Keigwin 1673–1674 (prozatímní)
- Kapitán Gregory Field 1674–1678
- Maj. John Blackmore 1678–1690
- Kapitán Joshua Johnson 1690–1693 – zavražděn, zatímco byl guvernérem, na ostrově
- Kapitán Richard Keling 1693–1697
- Kapitán Stephen Poirier 1697–1707
- Kapitán John Roberts 1708–1711
- Kapitán Benjamin Boucher 1711–1713
- Kapitán Isaac Pike 1713–1718
- Edward Johnson 1718–1722
- Kapitán John Smith 1722–1726
- Edward Byfield 1727–1731
- Kapitán Isaac Pyke – 1731–1738
- John Goodwin – 1738–1741
- Kapitán Robert Jenkins – 1741–1742
- Maj. Thomas Lambert – 1742–1744
- plk. David Dunbar „–“ 1744–1746 [1]
- Kapitán Charles Hutchinson 1746–1764 [2]
- John Skottowe – 1764–1782
- Daniel Corneille – 1782–1787
- Sir Robert Brooke 1788–1800
- Francis Robson 13. července 1801 – 11. března 1802, úřadující guvernér a důstojník Východoindické společnosti
- Plukovník Robert Patton březen 1802 – červenec 1807 [3]
- Mark Wilks 1813–1816
- Generálmajor Sir Hudson Lowe 1816–1821
- John Pine Coffin 1821–1823
- Brigádní generál Alexander Walker 1823–1828
- Charles Dallas 1828–1834

### Guvernéři britské koruny
Po přeměně Svaté Heleny na korunní kolonii v roce 1834 byl roku 1836 jmenován první guvernér.
- 1836 – Generálmajor George Middlemore
- 1842 – plukovník Hamelin Trelawny
- 1846 – Generálmajor Sir Patrick Ross
- 1851 – plukovník Sir Thomas Gore Browne
- 1856 – Sir Edward Drummond–Hay
- 1863 – Admirál Sir Charles Elliot
- 1870 – viceadmirál Charles George Edward Patey
- 1873 – Hudson Ralph Janisch
- 1890 – Sir William Grey–Wilson
- 1897 – Robert Armitage Sterndale
- 1903 – podplukovník Sir Henry Galway
- 1912 – Major Sir Harry Cordeaux
- 1920 – plukovník Robert Peel
- 1925 – podplukovník Harold Iremonger (úřadující guvernér)
- 1925 – Sir Charles Harper
- 1932 – Sir Spencer Davis
- 1938 – Sir Guy Pilling
- 1941 – major William Bain Gray
- 1947 – Sir George Joy
- 1954 – Sir James Harford
- 1958 – George Albert Lewis (úřadující guvernér)
- 1960 – Sir Robert Alford
- 1963 – Sir John Field
- 1969 – Sir Dermod Murphy
- 1971 – Sir Thomas Oates
- 1976 – Geoffrey Colin Guy
- 1981 – John Dudley Massingham
- 1984 – Francis Eustace Baker
- 1988 – Robert F. Stimson
- 1991 – Alan Hoole
- 1995 – David Leslie Smallman
- 1999 – David Hollamby
- 2004 – Michael Clancy
- 2004 – Martin Hallam (úřadující guvernér)
- 2007 – Andrew Gurr
- 2011 – Andrew Wells (úřadující guvernér) [4]
- 2011 – Kevin Baddon (úřadující guvernér)
- 2011 – Mark Andrew Capes
- 2016 – Lisa Honan [5]
- 2019 – Louise MacMorran (úřadující guvernér)
- 2019 – Dr Philip Rushbrook [6]
- 2022 – Greg Gibson (úřadující guvernér)
- 2022 – Nigel Phillips [7]